# Johann Friedrich Ludwig Hausmann
Johann Friedrich Ludwig Hausmann (ur. 22 lutego 1782 w Hanowerze, zm. 26 grudnia 1859 w Getyndze) – niemiecki mineralog.

## Życiorys
Kształcił się na Uniwersytecie w Getyndze, gdzie uzyskał stopień doktora. W latach 1806–1807 odbył wyprawę geologiczną po Skandynawii: Danii, Norwegii i Szwecji. Po powrocie stanął na czele rządowego zakładu górniczego w Westfalii i założył szkołę kopalni w Clausthal w górach Harz.
Po śmierci Johanna Beckmanna w 1811 r. został mianowany profesorem techniki i górnictwa, a następnie objął katedrę geologii i mineralogii na Uniwersytecie w Getyndze, stanowisko to opuścił krótko przed śmiercią. Jego uczniami byli geolodzy Peter Merian i Bernhard Studer. Przez wiele lat był sekretarzem Królewskiej Akademii Nauk w Getyndze. W 1813 roku został wybrany zagranicznym członkiem Królewskiej Szwedzkiej Akademii Nauk.

## Wybrane dzieła
- Reise durch Skandinavien in den jahren 1806 und 1807, 1811 – podróż po Skandynawii w 1806 i 1807.
- Untersuchungen über die Formen der leblosen Natur, 1821 – badania form przyrody nieożywionej
- Versuch einer geologischen Begründung des Acker- und Forstwesens – we współpracy z Franzem Körte, 1825.
- Handbuch der Mineralogie, 1828–1847 (second edition, 3 volumes) – podręcznik mineralogii
- Über den gegenwärtigen zustand und die wichtigkeit des hannoverschen Harzes, 1832